# Compsenia catagrapha
Compsenia catagrapha là một loài bướm đêm trong họ Noctuidae.